# David Escalante
David Jonathan Escalante (Tres Isletas, Argentina, 21 de mayo de 1991) es un futbolista argentino. Juega de delantero y actualmente milita en Accasuso de la Primera B Argentina.

## Clubes
| Club             | País      | Año       |
| ---------------- | --------- | --------- |
| Independiente    | Argentina | 2008-2010 |
| San Telmo        | Argentina | 2011      |
| Santiago Morning | Chile     | 2012-2014 |
| Barnechea        | Chile     | 2014-2015 |
| Santiago Morning | Chile     | 2015-2018 |
| Ñublense         | Chile     | 2019-2021 |
| Cobreloa         | Chile     | 2021-2023 |
| Curicó Unido     | Chile     | 2024      |
| Acassuso         | Argentina | 2025-Act. |

## Palmarés

### Campeonatos nacionales
| Título    | Equipo   | País  | Año  |
| --------- | -------- | ----- | ---- |
| Primera B | Ñublense | Chile | 2020 |
| Primera B | Cobreloa | Chile | 2023 |